# Joaquim Gil i Hoernecke
Joaquim Gil i Hoernecke conegut com a Quim Gil (Lloret de Mar, 1970) és un periodista i gestor de projectes català.
Periodista esportiu d'El Punt de Girona fins al 1995, any en què va crear Putput, la primera agència a crear llocs web a Catalunya. Ha viscut a Hèlsinki i a Mountain View, San Francisco, fins que el juliol del 2014 es va traslladar a Colònia (Alemanya). Havia treballat a Nokia en diferents projectes de programari lliure, com ara Maemo, i a la Wikimedia Foundation des del 2012. “Darrere el que sembla una pàgina molt senzilla, hi ha molt de programari, i funciona sempre —és el cinquè web més visitat del món. La Wikimedia Foundation té treballadors a jornada completa com jo, però la gran majoria de la feina la fan voluntaris. El que faig és buscar voluntaris que estiguin interessats a contribuir tècnicament en la Wikipedia i els facilito les eines. I també ajudo programadors que desenvolupen aplicacions i volen utilitzar les dades de la Wikipedia”, afirmava en una entrevista a El Punt Avui.
A començaments dels 2000s va impulsar la iniciativa política Una altra democràcia és possible.